# Боканегра, Хертрудис
Мария Хертрудис Теодора Боканегра Мендоса (исп. María Gertrudis Teodora Bocanegra Mendoza; 11 апреля 1765, Мичоакан — 11 октября 1817) — женщина, воевавшая в Мексиканской войне за независимость. Её арестовали, пытали и казнили в 1817 году.

## Биография
Боканегра родилась в Пацкуаро, на территории нынешнего мексиканского штата Мичоакан, в семье Педро Хавьера Боканегры и Фелисианы Мендосы (ум. 15 ноября 1783). Она вышла замуж за лейтенанта Педро Адвинсулу Ласо де ла Вегу, служившего в испанских провинциальных войсках Мичоакана. У супругов было пять дочерей и два сына. Боканегра читала труды главных деятелей эпохи Просвещения, что было необычно для женщин того времени. Когда началась война за независимость Мексики, Боканегра быстро решила, на чьей она стороне. Её муж и старший сын присоединились к силам Мигеля Идальго-и-Костильи, когда те триумфально вошли в Вальядолид (ныне Морелия) в октябре 1810 года. Оба они погибли в сражении при Пуэнте-де-Кальдерон. Боканегра тогда служила в качестве посланника для повстанцев в районе Пацкуаро и Такамбаро, помогая формировать коммуникационную сеть между основными местами восстания.
Во время партизанской войны её направили в Пацкуаро на помощь повстанцам в захвате города. Однако, она была предана и взята в плен королевской армией в 1817 году. Боканегру подвергли пыткам, чтобы заставить её раскрыть имена других повстанцев, но она отказалась дать сведения испанцам. Наконец она была осуждена и признана виновной в измене.
Приговорённые к смерти она и один из её соратников были казнены 11 октября 1817 на Пласуэле-де-Сан-Агустин в Пацкуаро. Находясь перед расстрельной командой она отчитывала своих палачей. Ей было 52 года.

## Признание
В Мексике Хертрудис Боканегра известна как «Героиня Пацкуаро» (La Heroína de Pátzcuaro). В этом городе в честь неё была названа площадь и воздвигнута бронзовая статуя.

## В культуре
Роль Боканегры исполнила актриса Офелия Медина в мексиканском биографический фильме Боканегра (1992).